# Турн (коммуна)
Турн (фр. Tournes) — коммуна во Франции, находится в регионе Шампань — Арденны. Департамент — Арденны. Входит в состав кантона Ранве. Округ коммуны — Шарлевиль-Мезьер.
Код INSEE коммуны — 08457.
Коммуна расположена приблизительно в 200 км к северо-востоку от Парижа, в 100 км севернее Шалон-ан-Шампани, в 7 км к северо-западу от Шарлевиль-Мезьера.

## Население
Население коммуны на 2008 год составляло 1058 человек.
| 1962 | 1968 | 1975 | 1982 | 1990 | 1999 | 2008 |
| ---- | ---- | ---- | ---- | ---- | ---- | ---- |
| 459  | 509  | 836  | 904  | 1073 | 1075 | 1058 |

## Экономика
В 1978 году под руководством торгово-промышленной палаты Арденн и генерального совета Арденн была создана промышленная зона «Турн / Клирон», где в июне 2008 года был запущен проект Ardennes Émeraude.
В 2007 году среди 744 человек в трудоспособном возрасте (15—64 лет) 549 были экономически активными, 195 — неактивными (показатель активности — 73,8 %, в 1999 году было 71,1 %). Из 549 активных работали 496 человек (265 мужчин и 231 женщина), безработных было 53 (25 мужчин и 28 женщин). Среди 195 неактивных 81 человек были учениками или студентами, 62 — пенсионерами, 52 были неактивными по другим причинам.

## Достопримечательности
- Церковь Сен-Мартен[фр.] (XV—XVI века). Исторический памятник с 1923 года.[4]
- Мельница (1582 год), с 1960 года — дом. Памятник культурного наследия.[5]

## Фотогалерея
- Церковь Сен-Мартен
- Шато
- Промышленная зона Ardennes Émeraude